# Karl Hotz
Pour les articles homonymes, voir Hotz.
Karl Hotz est un ingénieur et militaire allemand, né le 29 avril 1877 à Wertheim (actuel Bade-Wurtemberg) et mort le 20 octobre 1941 à Nantes. Il a été abattu par un commando de résistants communistes.
Cet attentat est un des événements importants de la période de l'occupation de la France par l'Allemagne nazie, puisqu'il a entraîné l'exécution de 48 prisonniers à Nantes, à Châteaubriant et au mont Valérien.

## Biographie

### Avant 1929 (éléments biographiques)
Karl Hotz a fait des études d'ingénieur. Pendant la Première Guerre mondiale, il est officier dans l'Armée allemande.
Il semble avoir toujours été attaché à la monarchie impériale disparue en novembre 1918.

### Premier séjour à Nantes, comme ingénieur de travaux publics

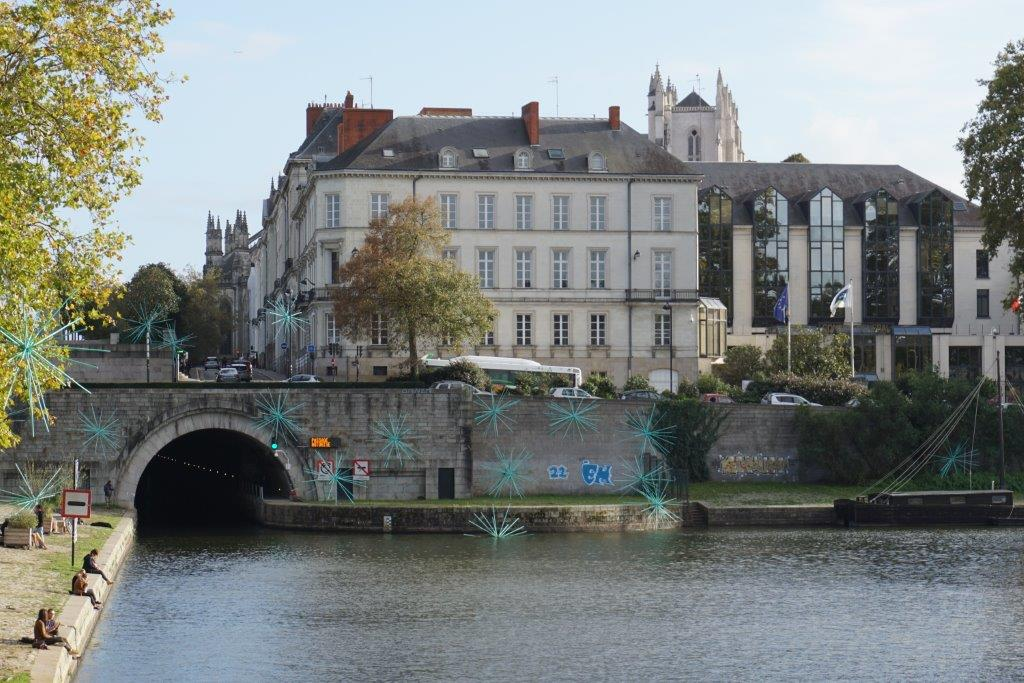
Bassin Ceineray et entrée du tunnel Saint-Félix construit sous la supervision de Karl Hotz de 1929 à 1933.

Dans les années 1920, Karl Hotz est un cadre important de Brandt, une entreprise de travaux publics de Düsseldorf. En 1929, il est affecté avec une partie de l'effectif de cette société dans le cadre des travaux de comblements de la Loire et de l'Erdre réalisés à Nantes à cette époque. La participation de Brandt a lieu dans le cadre du plan Dawes, mis en place en 1924, pour le règlement de la dette de guerre allemande.
En préalable au comblement du cours inférieur de l'Erdre sur près d'un kilomètre (sur lequel sera aménagé par la suite  le cours des 50-Otages), le percement du tunnel Saint-Félix (tunnel de détournement sous les cours Saint-Pierre et Saint-André) est mis en œuvre. De 1929 à juin 1933, Karl Hotz supervise les travaux de ce tunnel qui relie le bassin Ceineray au Port de l'Erdre,. Une fois achevés, il regagne l'Allemagne.
Durant son passage à Nantes, il a établi des contacts avec la haute société, à laquelle il s'égale par son rang professionnel et sa culture.
Récit de Jaqueline Ducos, fille d'Eugène Ducos :

« La société avec laquelle il travaille est en partenariat avec l'entreprise Eugène Ducos de Nantes.
Karl et Eugène deviennent amis, et ils garderont des liens d'amitié après leur chantier du tunnel de l'Erdre.
Karl dira à Eugène, qu'il n'aimait pas les nazis, mais servira le régime par crainte ou fidélité à sa patrie. Il reverra Eugène à Nantes fin 1940, où il lui dira son aversion pour la guerre et qu'il aurait aimé revenir à Nantes en civil et non en militaire. Ce sera le dernier entretien entre deux amis que tout oppose maintenant par leur fonction et leur devoir. »

### Second séjour, commeFeldkommandant

#### Arrivée de Karl Hotz
Peu après le début de l'occupation de la ville (18 juin 1940), probablement en raison de la connaissance qu'il en a, il est affecté à Nantes (le 23 juin) avec le grade de lieutenant-colonel (Oberstleutnant) et la fonction de Feldkommandant der Stadt Nantes, c'est-à-dire de responsable des troupes d’occupation pour le département de Loire-Inférieure (chaque arrondissement a un Kreiskommandant).

#### Organisation de l'occupation à Nantes
La Kommandantur de Nantes est une administration militaire d'occupation qui, dans l'organigramme de la Wehrmacht, porte le numéro 518. Elle est placée sous la dépendance de la Kommandantur régionale d'Angers, où les services allemands sont plus étoffés (notamment ceux de l'Abwehr, de la Kriegsmarine...). La Kommandantur de Nantes comporte :
- la Kriegsverwaltung (administration militaire) installée dans l'hôtel d'Aux (11e corps d'armée), dirigée par le  Kriegsverwaltungsrat Schuster[a] ;
- la Feldpost (poste militaire), place de la Monnaie ;
- la Propangandastaffel (service de la propagande), place Saint-Pierre (lieutenant Menny) ;
- la Feldgendarmerie (police militaire, en uniforme, caractérisée par le port d'une plaque "Felgendarmerie" sur une chaîne autour du cou, d'où le surnom donné à ses membres : les colliers de chien) ;
- la Geheime Feldpolizei (GFP), « police militaire secrète » (sans uniforme), qui est un élément de l'Abwehr ; la GFP est installée dans l'hôtel des Pyrénées[b] ;
- le Feldgericht (tribunal militaire), situé 4, rue Sully et présidé en 1941 par un SS, Dormagen ;
- la prison militaire de la rue des Rochettes ;
- la section allemande de la prison centrale Lafayette (comte von Zeppelin) ;
- l'Abwehr, service de renseignements de la Wehrmacht, qui, à Nantes, fonctionne sous le couvert d'un organisme appelé Direction des travaux de Nantes[4], situé 24, boulevard Gabriel-Guist'hau (capitaine Pussbach)[c].

On trouve aussi à Nantes un Kreiskommandant, qui assure l'intérim de Karl Hotz après la mort de celui-ci, jusqu'à l'arrivée très rapide du nouveau Feldkommandant, le baron von und zu Bodmann.
Parallèlement à la Kommandantur, on trouve les services dépendant du RSHA, l’Office central de sécurité du Reich, dirigé à Berlin par Reinhard Heydrich, adjoint direct de Heinrich Himmler, à Paris par Helmut Knochen : le SiPo-SD dont l'élément le plus connu est la Gestapo. En 1940-41, ces services non militaires sont peu présents à Nantes ; en août 1940, est créée l'antenne de Bordeaux (Hagen) chargée de la surveillance de la côte d'Hendaye à la Loire, puis en Bretagne (début 1941) ; Hagen envoie des agents dans les principales villes de son ressort. Le délégué du SIPo-SD pour Nantes serait un Dr Werner Ruppert. Par ailleurs, il est probable que la GFP était dès cette époque noyautée par des hommes du RSHA (en 1942, la GFP est dissoute et ses membres sont intégrés dans le SIPO-SD). Enfin, la Gestapo de Paris est éventuellement en mesure de court-circuiter l'autorité du Feldkommandant, par exemple en donnant un ordre téléphonique directement à un responsable théoriquement subordonné à Hotz (cf. infra).

#### Bilan de Karl Hotz commeFeldkommandant
On peut remarquer que pendant son mandat se poursuivent les travaux qui l'avaient d'abord amené à Nantes (ces travaux sont suspendus en 1942 et reprennent après la Libération). Les historiens locaux estiment qu'il aurait pu profiter de son expérience en tant qu'ingénieur, ainsi que de sa parfaite connaissance de la ville pour faire creuser un tunnel souterrain sous la rue Tournefort, reliant l'hôtel d'Aux, siège la Feldkommandantur, au tunnel Saint-Félix situé à proximité. Celui-ci aurait permis aux allemands d'évacuer l'hôtel en toute discrétion et d'échapper ainsi à l'ennemi en empruntant la voie fluviale puisqu'un bateau était amarré en permanence dans le tunnel pour parer à cette éventualité. Les extrémités ayant été muré, le tunnel fut redécouvert à l'occasion de travaux en mars 2019,.
Sur le plan de la répression, il n'y a eu à Nantes qu'un seul résistant fusillé sous son commandement, mais les actes de résistance ont été assez nombreux. En janvier 1941, a lieu l'arrestation à Chantenay d'Honoré d'Estienne d'Orves, agent envoyé par la France libre et des membres de son réseau de renseignement Nemrod ; le jugement a lieu à Paris.
Le Feldgericht de Nantes est amené à juger plusieurs cas de résistance, principalement deux affaires qui trouveront leur fin ultime le 22 octobre 1941 :
- le procès des Anciens Combattants (16 juillet 1941) (le détail de cette affaire est traité sur la page Représailles après la mort de Karl Hotz, Présentation des otages sélectionnés). Ce procès se termine par des peines d'emprisonnement assez lourdes, mais un procès en appel a lieu le 27 août et les peines sont aggravées : notamment, Marin Poirier est condamné à mort et fusillé le 30 août, Karl Hotz ayant refusé de le gracier malgré une intervention du maire de la ville Gaëtan Rondeau ;
- le procès du 8 août 1941, concernant des résistants souvent jeunes. Un point important est qu'à l'issue du procès du 8 août, les accusés auraient dû être libérés, ayant eu des condamnations plus courtes que leur détention provisoire. En fait, ils sont maintenus en prison, contre, semble-t-il, l'avis de Karl Hotz, mais sur ordre de la Gestapo. Un seul condamné, Christian de Mondragon, 17 ans, est libéré en septembre. Cela montre les limites de l'autorité du Feldkommandant.

Au total, il semble que l'opinion des Nantais sur Karl Hotz n'ait pas été trop mauvaise, même si les tensions augmentaient entre les forces d'occupation et la population.

#### L'attentat
Le 20 octobre 1941, un peu avant 8 heures du matin, Karl Hotz est abattu à proximité de la cathédrale de Nantes et de la Kommandantur par trois résistants venus de Paris : Gilbert Brustlein, Marcel Bourdarias et Spartaco Guisco, tous trois membres de l'OS, la branche armée du Parti communiste. L'attentat ne visait pas particulièrement Karl Hotz, la mission des trois hommes étant d'abattre un officier allemand selon les circonstances.
Gilbert Brustlein lui tire deux balles dans le dos, devant le no 1 de la rue du Roi-Albert (panneau informatif) tandis que le revolver de Spartaco Guisco s'enraye, sauvant la vie de l'officier d'ordonnance de Hotz, le capitaine  Wilhelm Sieger. Karl Hotz meurt quelques instants après, tandis que les résistants s'enfuient.

### Conséquences de l'attentat

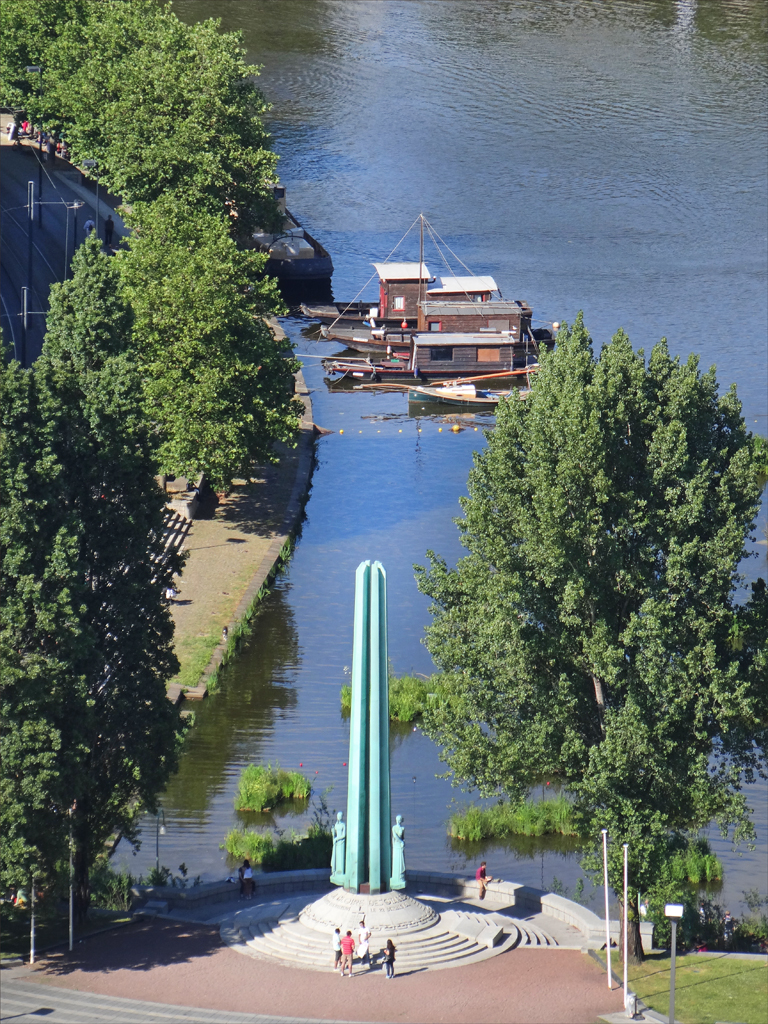
Le monument à la mémoire des 50 otages au bord du bassin Ceineray.

Étant donné l'importance de Hotz dans la hiérarchie militaire, Hitler est rapidement mis au courant par Otto von Stülpnagel, responsable des troupes d'occupation en France, et ordonne l'exécution immédiate de cent otages, chiffre ramené à cinquante par Stülpnagel ; quarante-huit d'entre eux sont fusillés le 22 octobre : les plus connus sont Guy Môquet et Jean-Pierre Timbaud.
Trois ans plus tard, à la Libération, l'artère créée sur la portion comblée de l'Erdre sera renommée Cours des 50-Otages et en 1952 un monument à la mémoire des 50 otages est érigé au bord du bassin Ceineray,.

### Obsèques

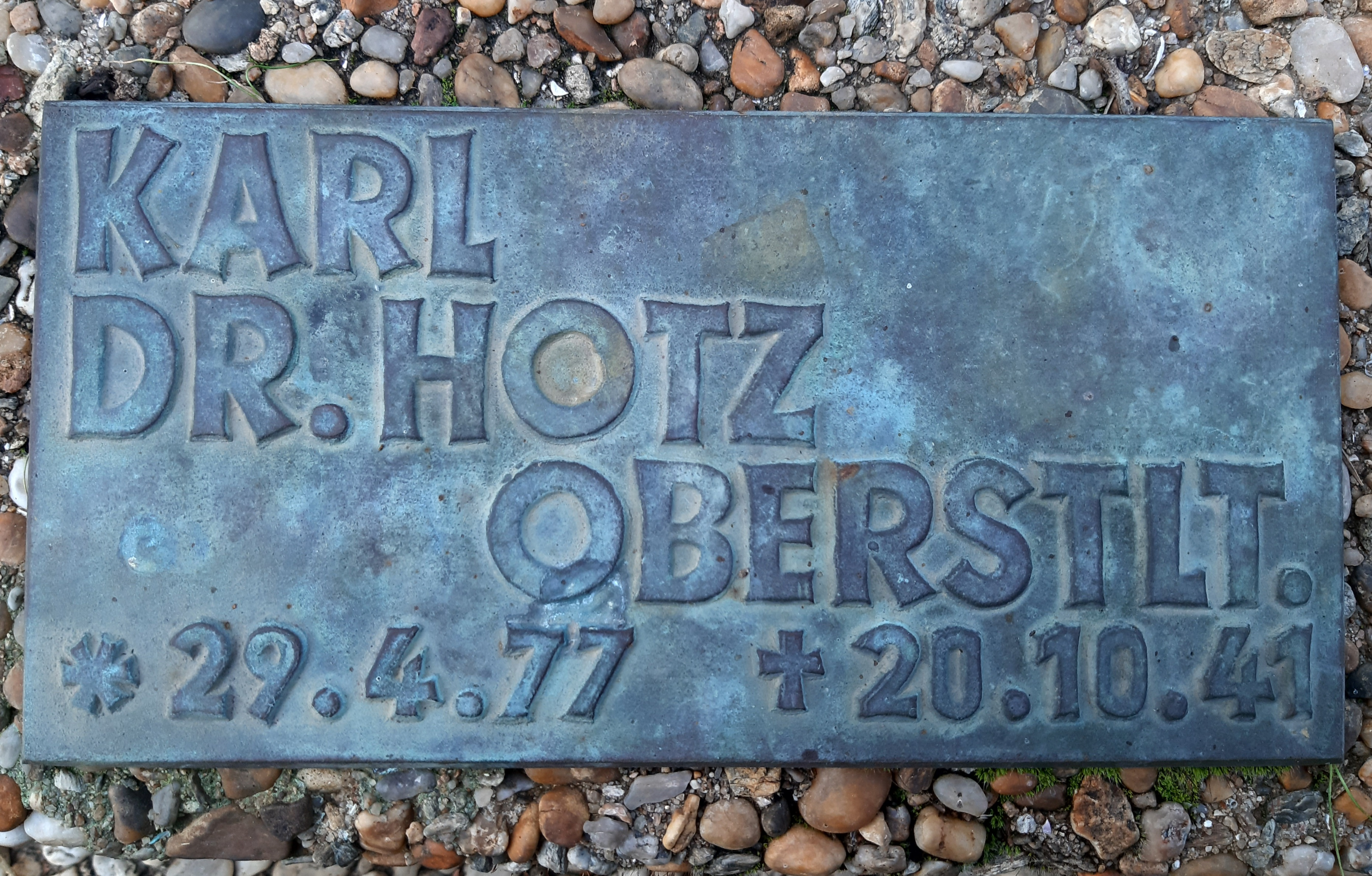
Plaque de la tombe de Karl Hotz au cimetière allemand de Pornichet

Les obsèques de Karl Hotz ont lieu le vendredi 24 octobre et donnent lieu à une cérémonie importante, dont la presse locale rend compte abondamment, alors qu'elle est très discrète sur les détails concrets de l'attentat et de l'enquête, se contentant de retransmettre les communiqués officiels.
Le corps de Karl Hotz est emmené de la Kommandantur, où son bureau a servi de chapelle ardente, au cimetière de la Gaudinière, au nord de la ville. Le passage du cortège est marqué par la fermeture des magasins qui doivent baisser leur rideau. Sont présents : le général Neumann-Neurodde, commandant du secteur d'occupation Sud-Ouest, le Feldkommandant baron von und zu Bodman, successeur de Karl Hotz, les Feldkommandant de Rennes et du Mans, le préfet régional Roussillon, représentant le Maréchal Pétain, le préfet de Loire-Inférieure Dupard, les sous-préfets de Châteaubriant et de Saint-Nazaire, le maire de Nantes, Gaëtan Rondeau et une délégation du conseil municipal, les consuls d'Espagne et d'Italie...
Après la guerre, la tombe de Karl Hotz a été transférée au cimetière militaire allemand de Pornichet (Deutscher Soldatenfriedhof), Loire Atlantique, où elle se trouve actuellement (bloc 2, allée 21, plaque numéro 655). Ce cimetière est entretenu par la mairie de Pornichet en liaison avec l'organisme allemand responsable des Cimetières militaires.